# 倫氏擬丘頭鯰
倫氏擬丘頭鯰，為輻鰭魚綱鯰形目蝌蚪鯰科的其中一種，為熱帶淡水魚類，分布於南美洲哥倫比亞及委內瑞拉淡水流域，體長可達2.9公分，棲息在底層水域，生活習性不明。

## 扩展阅读
維基物種上的相關：倫氏擬丘頭鯰